# 金光威和雄
金光 威和雄（こんこう いわお、1933年 - 2022年3月21日）は日本の作曲家。東京都生まれ。

## 概要
1957年、東京芸術大学作曲科卒業。翌年同専攻科修了。
日本音楽コンクールにおいて、第26回、第27回の作曲・管弦楽の部で第2位受賞。
1964年、第1回エレクトーンコンクール作曲部門で第3位入賞。

## 教授として
1961年〜1999年、武蔵野音楽大学講師〜助教授。
1999年〜2013年、桐朋学園芸術短期大学講師〜特任教授。

## 著書
- 「楽器学入門 - オーケストラの楽器たち」（音楽之友社）ISBN 978-4276124301
- 「楽典 - 理論と実習」（共著、音楽之友社）ISBN 978-4276100008
- 「視唱の練習 和声感の育成をかねて」（共著、音楽之友社）ISBN 978-4276504608